# Giải SDFCS cho đạo diễn xuất sắc nhất
Giải SDFCS cho đạo diễn xuất sắc nhất là một trong các giải của SDFCS dành cho đạo diễn của một phim, được bầu chọn là xuất sắc nhất. Giải này được lập từ năm 1996.

## Các người đoạt giải

### Thạp niên 1990
| Năm  | Đạo diễn      | Phim                |
| ---- | ------------- | ------------------- |
| 1996 | Joel Coen     | Fargo               |
| 1997 | James Cameron | Titanic             |
| 1998 | John Madden   | Shakespeare in Love |
| 1999 | David Lynch   | The Straight Story  |

### Thập niên 2000
| Năm  | Đạo diễn             | Phim                                          |
| ---- | -------------------- | --------------------------------------------- |
| 2000 | Cameron Crowe        | Almost Famous                                 |
| 2001 | Terry Zwigoff        | Ghost World                                   |
| 2002 | Jill Sprecher        | Thirteen Conversations About One Thing        |
| 2003 | Peter Jackson        | The Lord of the Rings: The Return of the King |
| 2004 | Clint Eastwood       | Million Dollar Baby                           |
| 2005 | Bennett Miller       | Capote                                        |
| 2006 | Clint Eastwood       | Letters from Iwo Jima                         |
| 2007 | Paul Thomas Anderson | There Will Be Blood                           |
| 2008 | Danny Boyle          | Slumdog Millionaire                           |

Bản mẫu:SDFCS Awards Chron